# Diego Vaca de Vega
General Diego Vaca de Vega (m. Loja 1627), fue un conquistador, explorador, y militar español en América. Nació en España, en la villa de Siete Iglesias, Valladolid, cerca de la ciudad de Medina del Campo. Sus padres legítimos fueron el capitán Pablo Vaca y Catalina Fernández de Medina y Ebán y, por esto, algunos de sus hijos llevaron como segundo apellido el de Ebán. Contrajo matrimonio con Ana de la Cadena y falleció en la ciudad de Loja, actual Ecuador, en 1627, dejando nueve hijos, de los cuales cinco eran varones y cuatro mujeres, en un estado de pobreza notable.

## En el Perú
Pasó a América hacia 1573. Antes de llegar al Perú, Diego Vaca de Vega había servido en Santa Marta en compañía del gobernador Lope de Orozco. Después fue a Panamá por la conquista de los negros cimarrones y a echar a los ingleses que habían poblado la zona. Marchó hacia el Perú y se unió a la armada que el virrey Francisco de Toledo envió contra Sir Francis Drake. Sirvió en el Callao donde desempeñó varios cargos militares, por cuya remuneración se le había dado el corregimiento de Yaguarzongo dentro la Presidencia de Quito en el virreinato de Perú.
Diego Vaca de Vega, el primer gobernador de Maynas, aseguraba que había gastado treinta mil pesos en su primera expedición; en efecto, llevó caballos e introdujo gallinas y puercos, estimulando la cría de aquellas aves de corral, las que en breve se multiplicaron mucho; hizo plantaciones de tabaco y de algodón.
El presidente Antonio de Morga Sánchez Garay le dio cuantos auxilios hubo menester: en 1620 tenía Vaca de Vega fundada la ciudad de San Francisco de Borja y reducidas cuatro parcialidades, que eran las de los mainas, pastazas, jeberos y moronas, de todos los cuales había muchos, que ya se habían bautizado.